# Bus Ostschweiz
Die Bus Ostschweiz AG (BOS), Eigenschreibweise BUS Ostschweiz, bis 2013 RTB Rheintal Bus AG, ist ein Schweizer Verkehrsunternehmen in der Ostschweiz. Es tritt mit den Marken Bus Sarganserland Werdenberg, RTB Rheintal Bus, WilMobil und Bus Oberthurgau am Markt auf. Das Einzugsgebiet erstreckt sich vom Walensee bis zum Bodensee und umfasst den Grossraum Wil. Der Bus Ostschweiz beschäftigt 210 Mitarbeitende und transportiert jährlich rund 9 Millionen Fahrgäste.

## Geschichte

### RTB Rheintal Bus und Vorgängerunternehmen

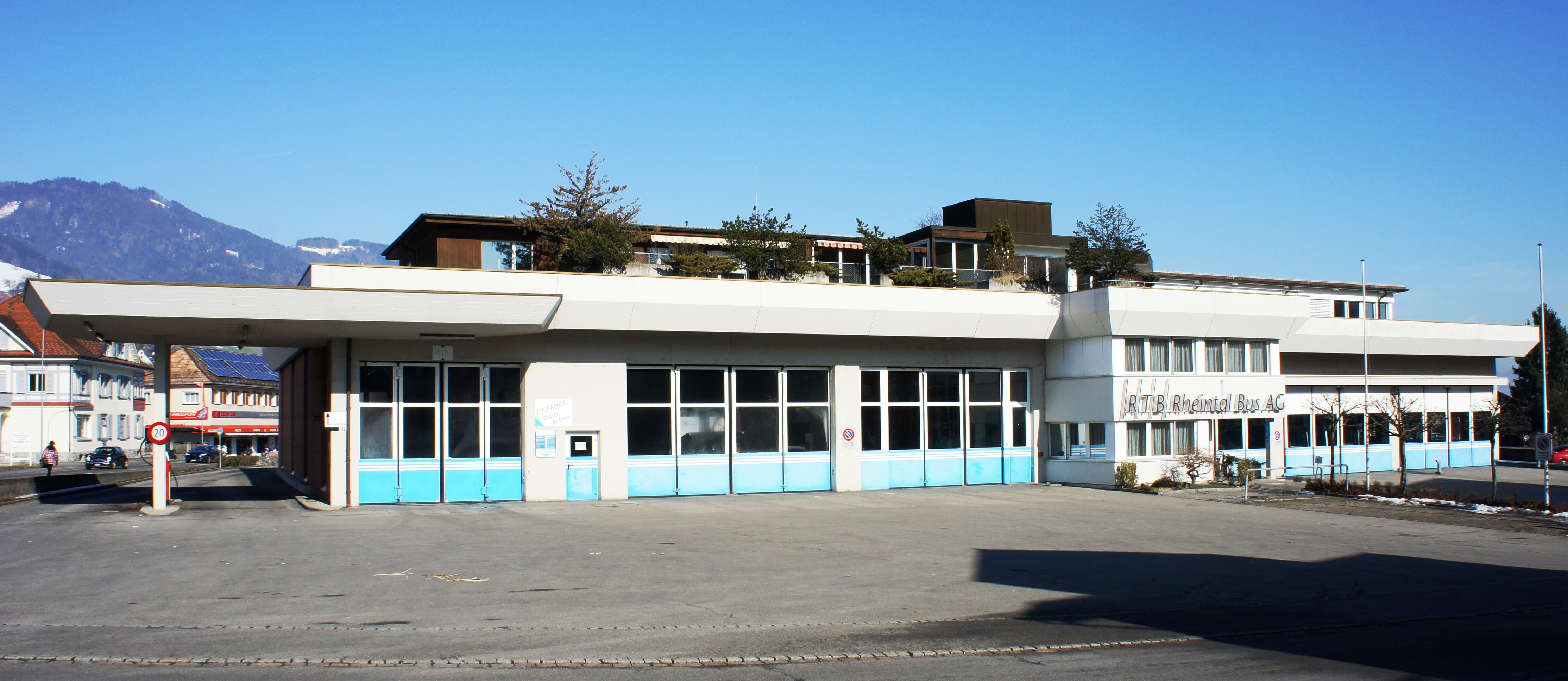
Hauptsitz und Depot in Altstätten

Die Vorgängergesellschaft wurde 1897 als Elektrische Strassenbahn Altstätten-Berneck (ABB) gegründet, 1915 anlässlich der Eröffnung der Zweigstrecke nach Diepoldsau in Rheintalische Strassenbahnen (RhSt) umbenannt, bevor 1958 eine weitere Umbenennung in Rheintalische Verkehrsbetriebe (RhV) erfolgte.
Die ABB / RhSt / RhV betrieben die Strassenbahn Altstätten–Berneck (1897 bis 1975) und den Trolleybus Altstätten–Berneck (1940 bis 1977). Zusätzlich übertrug ihnen die Altstätten-Gais-Bahn (AG) zwischen 1911 und 1949 auch die Betriebsführung auf deren Bahnstrecke Altstätten–Gais. Der Busverkehr besteht seit 1930, als die grenzüberschreitende Verbindung ins österreichische Hohenems aufgenommen wurde.
1995 gliederten die RhV ihren Busbetrieb in die neu gegründete RTB Rheintal Bus aus. Das Erscheinungsbild wurde auf Blau-Weiss geändert.

### Bus Ostschweiz
2006 erhielt der Bus Ostschweiz, damals mit einer Minderheitsbeteiligung des österreichischen Postbus, das vorher von PostAuto betriebene Liniennetz Sarganserland. Das Angebot von Bus Ostschweiz lag um eine halbe Million Franken tiefer als das von PostAuto. Den Betrieb führte bis 2010 der Bus Sarganserland Werdenberg, eine 2007 vom Bus Ostschweiz gegründete Tochtergesellschaft.
Im Mai 2010 erfolgte die Integration des Bus Sarganserland Werdenberg in den RTB Rheintal Bus. Im Jahr 2012 beschäftigte der RTB Rheintal Bus 126 Mitarbeiter und besass 61 Busse, die jährlich 3'747'500 km zurücklegten. Ein Jahr später wurde das Unternehmen in Bus Ostschweiz AG (BOS) umbenannt, als auch die WilMobil AG (WiMo) eingegliedert wurde.

### Jüngere Entwicklungen

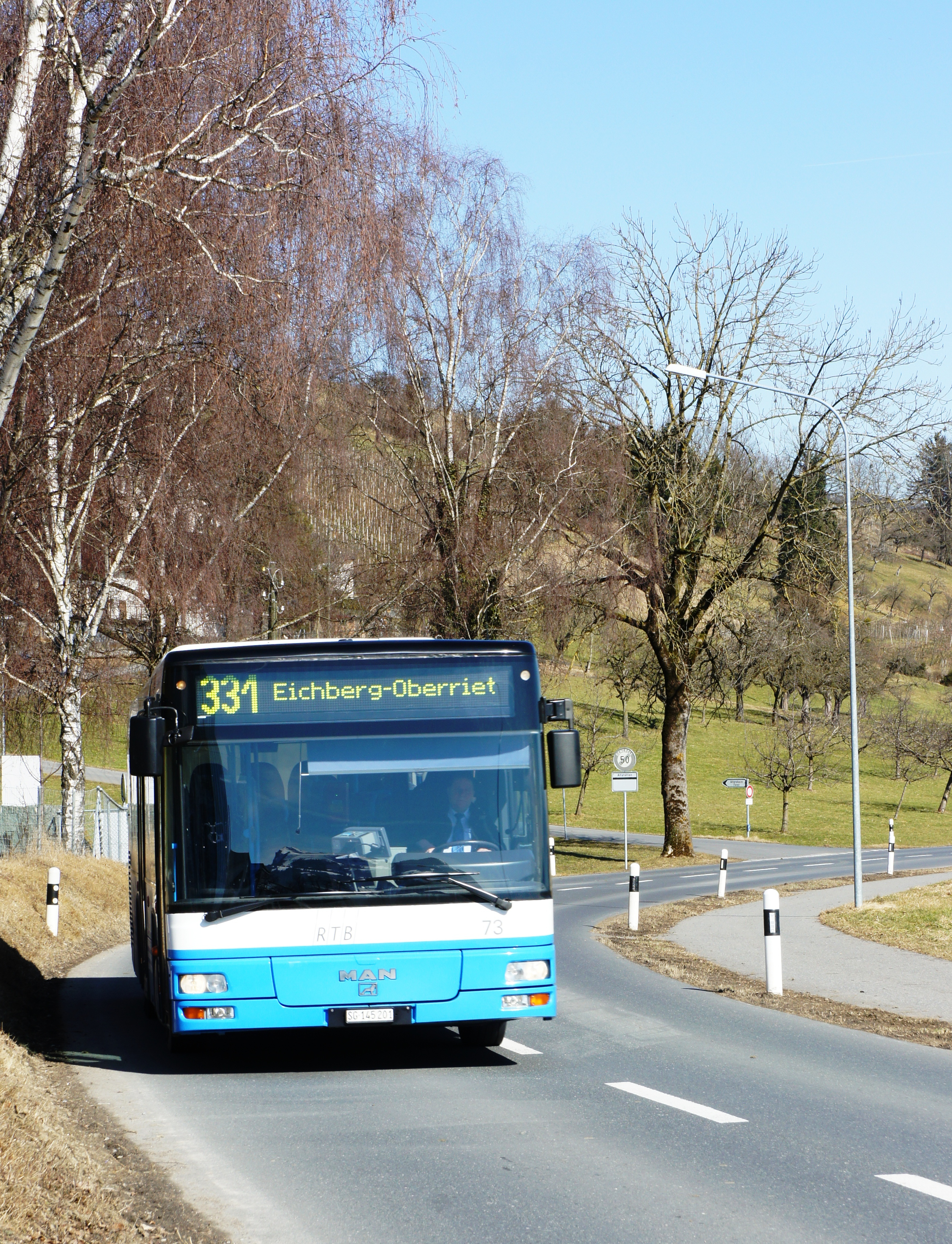
Linie 331 in Hinterforst

Seit 2019 betreibt der Bus Ostschweiz die Linien der Autokurse Oberthurgau (AOT). 2021 wurden die AOT in Bus Oberthurgau umbenannt und änderten die Fahrzeuganstriche von Orange in Blau/Weiss. Als Unternehmen bleibt der Bus Oberthurgau selbständig.
Eine Bietergemeinschaft aus dem Bus Ostschweiz und der Philipp Schädler Anstalt gewann 2020 die Ausschreibung des Liniennetzes von Liemobil. Die Bietergemeinschaft offerierte den günstigsten Preis und erhielt auch qualitativ die beste Bewertung.
Einen Rückschlag musste das Unternehmen hingegen ein Jahr später in der Region Wil hinnehmen. Der Betrieb der neuen Buslinie 731 von Wil ins Kirchberger Industriegebiet Stelz ging an den Gossauer Regiobus. Bus Ostschweiz erhielt zwar den Zuschlag, wurde aber vom St. Galler Verwaltungsgericht vom Verfahren ausgeschlossen. Das Gericht stellte bei der Überprüfung der Offerte fest, dass das Angebot der BOS die anfallenden Kosten nicht deckt. Der Bus Ostschweiz offerierte rund 100'000 Franken tiefer als der Regiobus.
Ab Dezember 2023 wird der Bus Ostschweiz den Betrieb des Stadtbus Frauenfeld übernehmen. Die Offerte des Bus Ostschweiz wies das beste Preis-Leistungs-Verhältnis auf, PostAuto Ostschweiz erhielt bei der Qualität die beste Bewertung. PostAuto führte den Transportauftrag seit 2001 aus. Den Fahrzeugpark mit 13 Bussen und das Busdepot stellt die Stadt Frauenfeld zur Verfügung.

## Subventionsskandal
Das Bundesamt für Verkehr (BAV) und die Finanzkontrolle des Kantons St. Gallen warfen 2021 dem Bus Ostschweiz vor, Subventionen in der Höhe von 5,5 Millionen Franken zu Unrecht bezogen zu haben. Der Schaden dürfte noch höher sein, denn Zinsen und Vorsteuerabzüge sind noch nicht berücksichtigt, und die bereits bezahlte Gewinnsteuer kann nicht in Abzug gebracht werden. Das Unternehmen habe abgeschriebene Busse an eine Tochtergesellschaft verkauft, die die Fahrzeuge von 2012 bis 2019 zu überhöhten Preisen zurück an die subventionierte Muttergesellschaft vermietete. Das BAV klärte 2022 ab, ob eine Strafuntersuchung eingeleitet wird. Am 10. Oktober 2022 boten der Kanton und das BAV dem Verkehrsbetrieb eine Verhandlungslösung an, die eine Rückzahlung der unrechtmässig bezogenen Subventionen in Raten vorsieht. Kurz bevor die Frist ablief, nahm Bus Ostschweiz das Vergleichsangebot an. Bus Ostschweiz wird von 2023 bis 2029 6,7 Millionen Franken zurückerstatten. Ein Anteil des Kantons St. Gallen in Höhe von 3,7 Millionen Franken wird erst Ende 2029 zur Zahlung fällig, weil das Busunternehmen grosse Investitionen zu tätigen hat. Trotz dem Vergleich prüft das BAV, welche Entscheidungsträger der Bus Ostschweiz sich allenfalls strafbar gemacht haben.
Die St. Galler Kantonsregierung gab 2022 bekannt, sie plane ihren Anteil am Bus Ostschweiz abzustossen. Der Verwaltungsrat wehrte sich gegen einen Verkauf der Aktien an Konkurrenten oder private Mitbewerber. Bereits im Jahr 2014 zeigte der Kanton Interesse, seine Bus-Ostschweiz-Aktien abzustossen. Der Anteil des Kantons am Bus Ostschweiz beträgt 40,9 Prozent. Weitere Aktien werden von mehreren Gemeinden und von den Zugerland Verkehrsbetrieben gehalten. Der Rest ist in privatem Streubesitz.

## Linienplan RTB Rheintal Bus

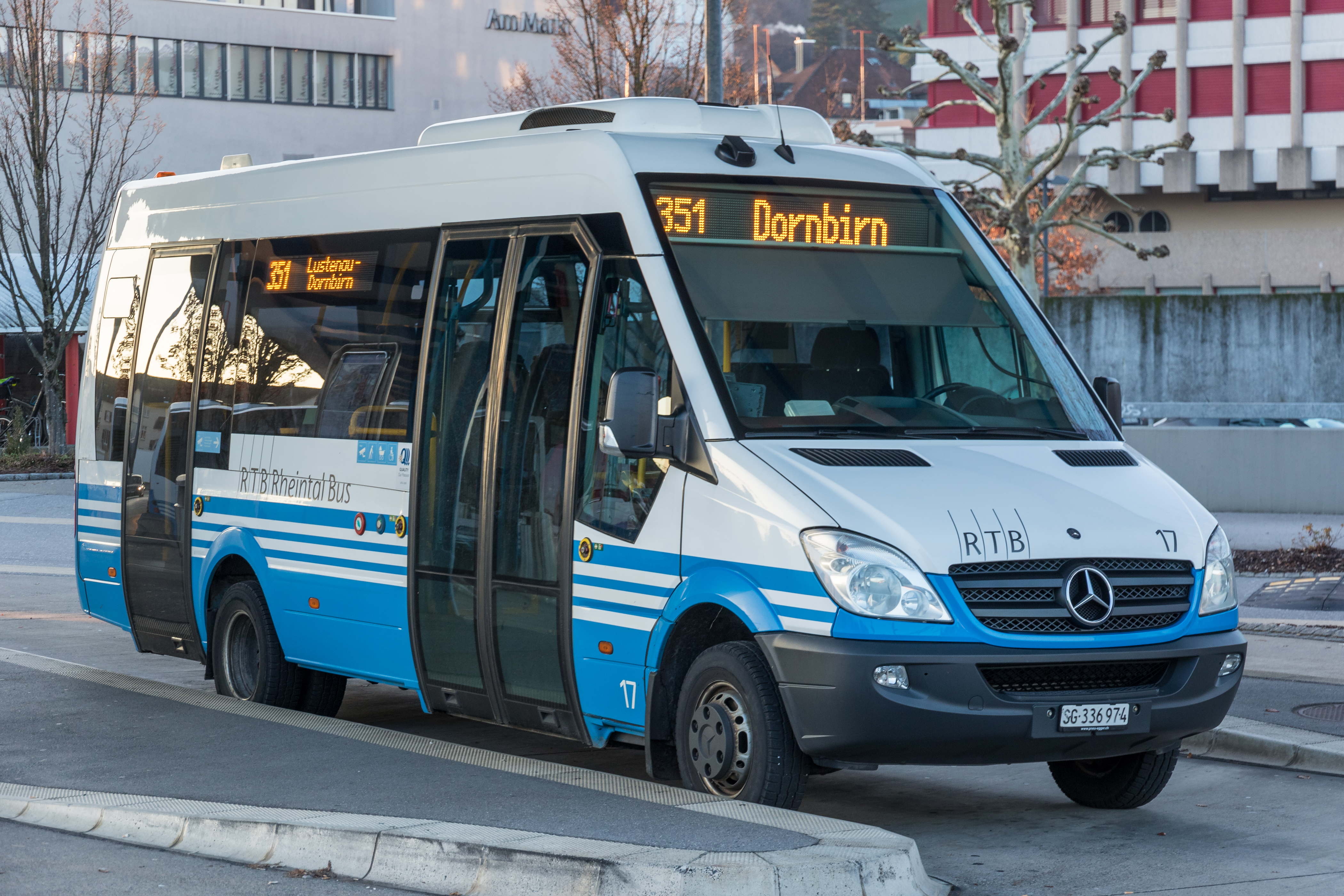
Mercedes-Benz Sprinter City in Heerbrugg

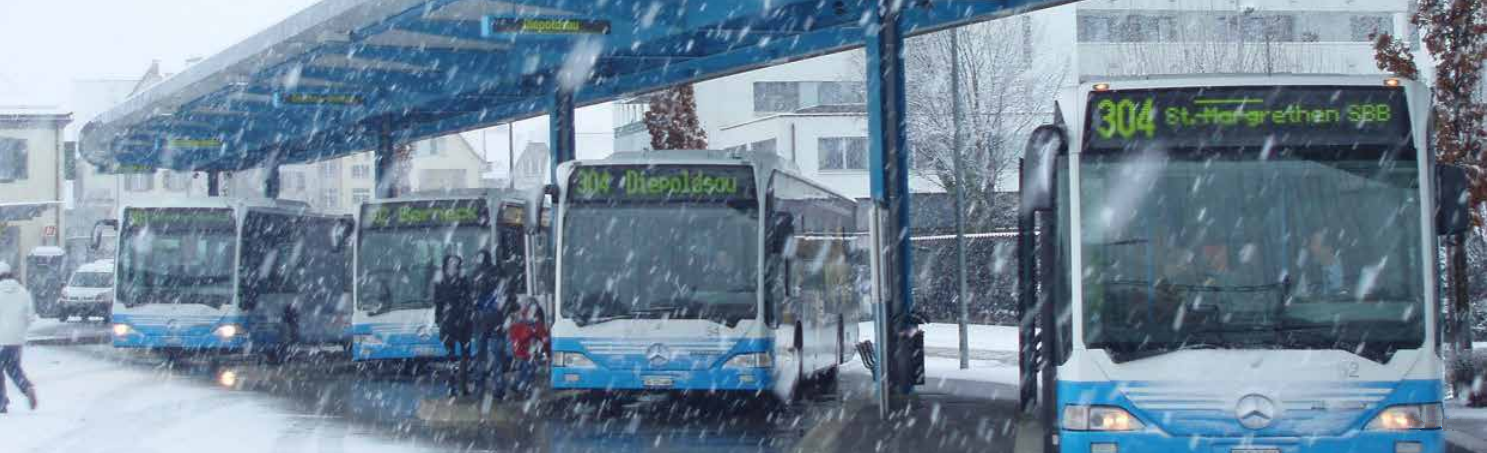
Bushof Heerbrugg: Umsteigeplatz für die Linien 301, 302, 303, 304 und 351 untereinander oder von und zur Eisenbahn

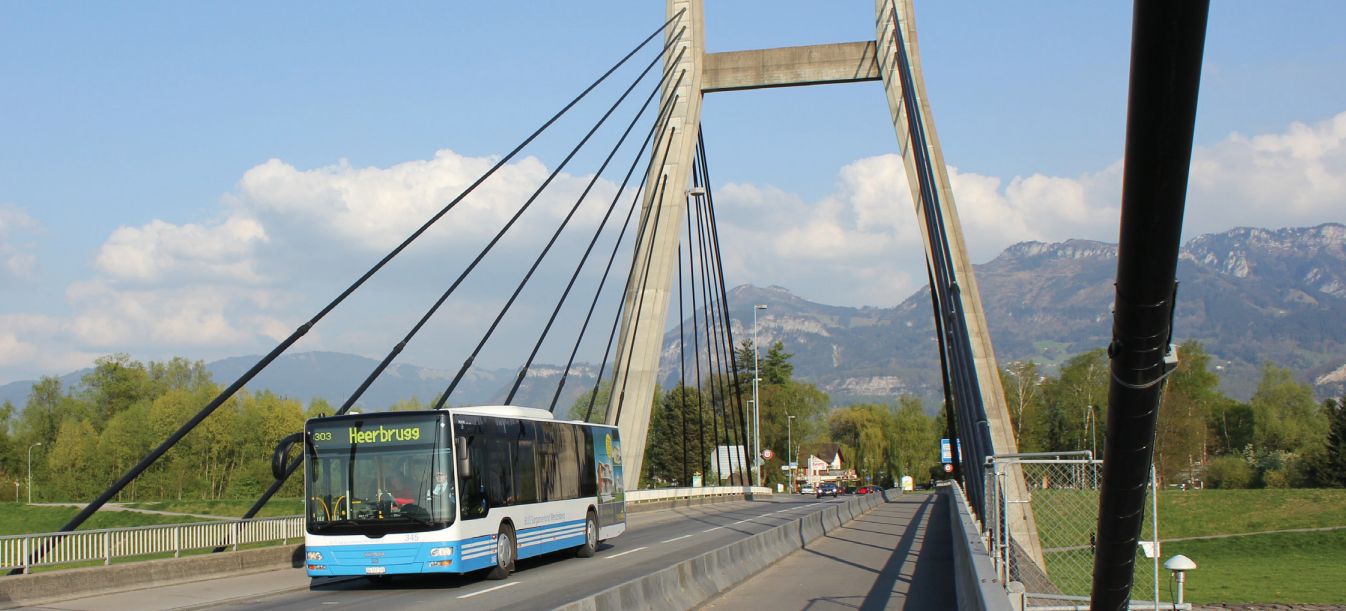
Die Linie 303 überquert auf der Trambrücke bei Diepoldsau den Rhein

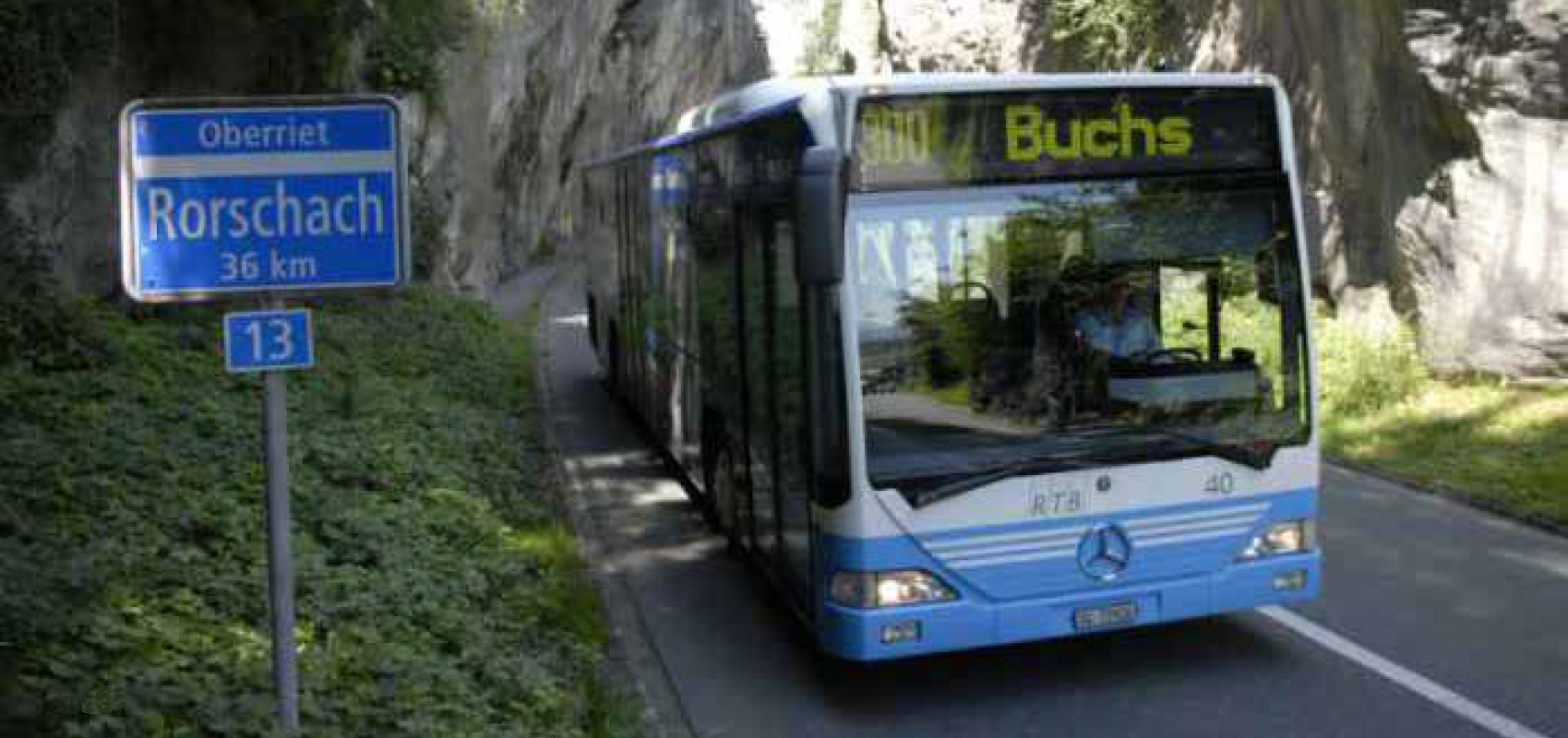
Bus der Linie 300 bei Rüthi

| Linie     | Strecke                                                   |
| --------- | --------------------------------------------------------- |
| 300       | Altstätten Stadt – Buchs                                  |
| 301       | Altstätten Stadt / Altstätten Bahnhof SBB – Heerbrugg     |
| 302       | Heerbrugg – Berneck                                       |
| 303 (323) | Heerbrugg – Diepoldsau – Hohenems                         |
| 304       | Heerbrugg – St.Margrethen – Rheineck                      |
| 305       | Rheineck – Rorschach                                      |
| 331       | Altstätten Bahnhof SBB – Eichberg                         |
| 332       | Altstätten Bahnhof SBB – Kriessern – Oberriet – Kobelwald |
| 333       | Altstätten Rathaus – Landmark – St. Anton                 |
| 351       | Heerbrugg – Widnau – Lustenau – Dornbirn                  | Seit Dezember 2022 verkehrt die Linie 303 auf österreichischem Gebiet mit der Nummer 323. Grund hierfür ist eine Reform der Nummerierung der Buslinien des Verkehrsverbunds Vorarlberg.

## Bahnersatzleistungen
Der Bus Ostschweiz führt in seinem Marktgebiet auf allen Strecken der SBB Bahnersatzleistungen durch. In Kooperation mit den Zugerland Verkehrsbetrieben fährt das Unternehmen auch Bahnersatzkurse in der Zentralschweiz.
Eines der grössten Bahnersatz-Projekte fand im Jahr 2023 statt. Vom 27. Februar 2023 bis 29. Oktober 2023 wurde die Bahnstrecke zwischen Altstätten SG und Buchs SG unterbrochen. Dieser Streckenabschnitt wurde saniert und teilweise doppelspurig ausgebaut. Während dieser Zeit fuhr RTB Rheintal Bus einen Ersatzverkehr auf der Strasse.
Dafür gab es drei Bahnersatzkurse:
- EV1 – Buchs SG – Oberriet SG – Altstätten SG – Buchs SG (fährt über die Autobahn)
- EV2 – Buchs SG – Sennwald – Rüthi – Altstätten SG – Buchs SG (fährt über die Landstrasse)
- EV3 – Buchs SG – St. Margrethen SG – Buchs SG (fährt über die Autobahn)

## Extrafahrten
Die Bus Ostschweiz fährt auch Extrafahrt-Leistungen für private Kunden. So ist zum Beispiel die RHEMA Besteller. Die RHEMA bestellt Jahr für Jahr bei der Bus Ostschweiz RHEMA-Extrashuttle, welche jeweils während der Messeöffnungszeiten von Altstätten, Bahnhof über Altstätten, Rathaus im 20-Minuten-Takt ins Rhema-Messegelände und zurück verkehren. Die Haltestelle an der RHEMA heisst «Altstätten SG, Allmend» und befindet sich direkt vor dem Ein-/Ausgang bei der Messe. Während der RHEMA fährt auch die Linie 300 (Altstätten – Buchs – Altstätten) die Haltestelle «Altstätten SG, Allmend» an.

## Elektrifizierung

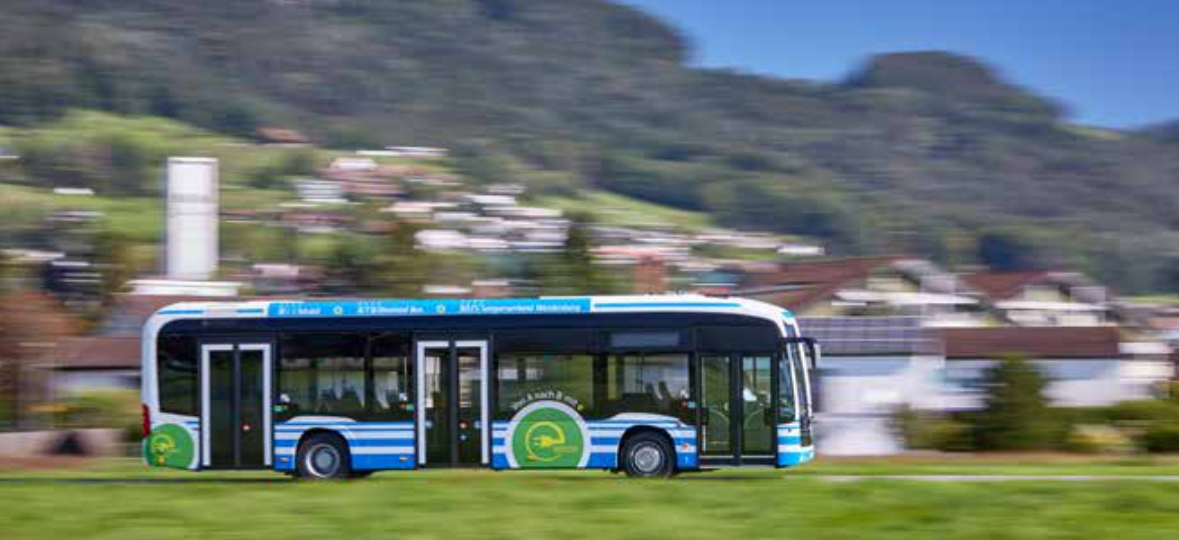
Der erste Batteriebus von Bus Ostschweiz, ein eCitaro, ist vorwiegend im Rheintal unterwegs

Die Kantone St. Gallen und Thurgau geben den Busunternehmungen vor, ab 2024 elektrisch angetriebene Busse zu beschaffen. Ähnlich ist die Strategie des Fürstentums Liechtenstein. Im Jahr 2019 nahm der Bus Ostschweiz seinen ersten Batteriebus in Betrieb. Die Bestellung erfolgte gemeinsam mit den Zugerland Verkehrsbetrieben. Im Sommer 2020 geriet das Fahrzeug bei den Fahrgästen in Kritik, weil nicht genügend Energie für die Klimaanlage zur Verfügung stand.
In den Depots und Werkstätten müssen eine zunehmende Zahl von Batteriebussen geladen und unterhalten werden. Für die dazu benötigten baulichen Erweiterungen erwarb der Bus Ostschweiz in Sargans und Wilen bei Wil Nachbargrundstücke. In Ruggell wird ein neues Depot für die Abstellung und das Aufladen von ca. 25 Bussen sowie für kleinere Unterhaltsarbeiten errichtet.

## Tochterunternehmen

### BOS Management
Die BOS Management AG erbringt alle Management- und Geschäftsführungsdienstleistungen für die Unternehmen
der BOS-Gruppe. Sie beschäftigt insgesamt 16 Mitarbeitende.

### BOS Service
Die BOS Service AG operiert in den vier Geschäftsfeldern Bahnersatzfahrten, Extrafahrten, Dienstleistungen, Fahrzeugvermietung und Liegenschaften.

### BOS PS Anstalt
Die BOS PS Anstalt ist ein Gemeinschaftsunternehmen des Bus Ostschweiz und der Philipp Schädler Anstalt aus Triesenberg nach liechtensteinischem Recht, das seit Fahrplanwechsel 2021 das Liniennetz von Liemobil betreibt. Der Bus Ostschweiz hält 70 % Anteil an der BOS PS Anstalt, der Rest befindet sich im Eigentum der Philipp Schädler Anstalt. Das Geschäft ist defizitär, weshalb Bus Ostschweiz 2023 versuchte, den Vertrag nachzuverhandeln.

### BOS SALÜ GmbH
Die Hauptaufgabe der 100-%-Tochter des Bus Ostschweiz ist die Durchführung eines Rufbus-Angebots in Wil, welcher das bestehende Abendtaxi im März 2022 abgelöst hat. Entstanden ist das Tochterunternehmen durch die Übernahme eines Wiler Taxiunternehmens.